# Carlo Actis Dato
Carlo Actis Dato (Torino, 21 marzo 1952) è un sassofonista e compositore italiano.

## Biografia
Nato a Torino nel 1952, trascorrerà tuttavia buona parte dell'infanzia nel sud d'Italia. Suo nonno suonava la tromba nella banda del suo villaggio, in Piemonte. Ha cominciato suonando il clarinetto nella banda, poi ha suonato il sax in varie orchestre di musica da ballo, R&B e big-bands swing. Nel 1974, è tra i fondatori del gruppo Art Studio, storica band del jazz italiano contemporaneo, la prima ad esibirsi nei festival di tutta Europa.
Dagli anni settanta si è dedicato professionalmente all'attività concertistica e discografica, incidendo oltre 110 dischi, di cui oltre la metà come leader, per etichette internazionali in Italia, Germania, Inghilterra, Giappone, Canada. Ha dato concerti ovunque in Europa e in Canada, USA, Giappone, Australia, Nuova Zelanda, Etiopia, Senegal, Algeria, Marocco, Kenya, Egitto, Indonesia, Argentina, Tunisia, Antille, Guatemala, Sud Africa.

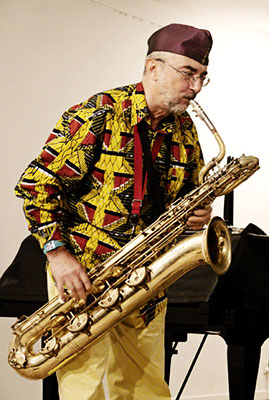
Carlo Actis
Photo Hreinn Gudlaugsson

Dirige l'Actis Dato quartetto, che ha suonato in oltre 350 festival nei cinque continenti ed ha registrato trasmissioni musicali per molte radio nazionali europee. Il quartetto è attivo dal 1984 ed ha registrato 10 CD. Nel referendum annuale tra i critici della rivista Musica Jazz il quartetto si è piazzato per sette volte tra i migliori gruppi jazz italiani e i suoi dischi sono sulla Penguin Guide to Jazz (Inghilterra) e sulla Enciclopedia Larousse (Francia).  Dirige anche Actis Band (concerti in tutta Europa, unico gruppo italiano invitato alle Olimpiadi di Atene, Indonesia), Actis Furioso (Le Mans, Nevers, Burghtann, Valladolid), Atipico Trio (Francia, Germania, Finlandia, Spagna, Romania), Musique Vivante quintetto(Francia, Etiopia, Italia) e si esibisce in solo (Sarajevo, Skopjie, Francia, Belgio, Germania, otto tour in Giappone, 2 in USA e 2 in Canada).
Fa parte dell'Italian Instabile Orchestra, otto volte votata come miglior gruppo italiano, che si è esibita in tutta Europa, Chicago, Canada, Giappone, del Sud Ensemble (miglior gruppo italiano nel 2005), fa parte di: Duo con E. Rocco (Lituania, Svezia, Danimarca, Giappone, Inghilterra, Irlanda, Tunisia), Duo con Baldo Martinez (Spagna, Italia, Romania), Viva La Black (Parigi, Le Mans, Lubiana) del Giorgio Occhipinti Hereo nonetto/tentetto. Ha preso parte a numerose esibizioni teatrali e di danza. La storica rivista statunitense Down Beatlo ha nominato tra i migliori baritonisti del mondo nel 2001 e negli anni seguenti (primo musicista italiano a ricevere tale nomination). Ha dato Masterclasses a Djakarta, Tokyo, Vigo, Tunisi, Addis Ababa, Guatemala. È stato Direttore Artistico del Festival di Fukui (Giappone). Ha suonato tra gli altri con David Murray, Cecil Taylor, A. Braxton, Ken Vandermark, W. Horvitz, B. Phillips, L. Moholo, R. Garrett, J. Shahid, E. Rava, G. Gaslini, M.Dresser, L. Bowie, D. Sanborn, M. Nicols, K. Tippett, G. Sommer, A. Salis, L. Konté, K.Umezu, M. Satoh, T. Kondo, S. Fujii, A. Sakata, M. Bisio, J. McPhee, Manu Dibango.

## Formazioni
- Carlo Actis Dato quartet

Formazione attiva dal 1984. Il quartetto attuale è composto da:
Carlo Actis Dato - (sassofono e clarinetto basso), Beppe Di Filippo - (sassofono alto e soprano), Matteo Ravizza - (basso), Daniele Bertone - (Batteria)
(fino al 2005 il quartetto era composto da Piero Ponzo, Enrico Fazio, Fiorenzo Sordini)
- Atipico Trio (Carlo Actis Dato, Piero Ponzo,Sandro Cerini)
- Atipico 4 (Carlo Actis Dato, Flavio Giacchero, Beppe Di Filippo, Stefano Buffa)
- Actis/Rocco Duo
- Actis Martinez Duo
- Solo
- Actis Furioso

## Discografia

### Come leader

#### Carlo Actis Dato quartet
- Noblesse Oblige (Splasch, 1986)
- Oltremare (Splasch, 1987)
- Ankara twist (Splasch, 1989)
- Bagdad Boogie (Splasch, 1992)
- Blue Cairo (Splasch, 1995)
- Ginosa Jungle (Splasch, 1998)
- Delhi Mambo (Germany, YVP 1998)
- Fes Montuno (Germany, YVP 2000)
- Istanbul Rap (Germany, YVP 2002)
- Swingin Hanoi (Splasch, 2003)
- Dolce Vita-Musique Vivante (DeeDee, 2006)
- World Tour (CAD, 2009)
- 2010 (CAD, 2010)
- Sin Fronteras (LeoR, 2012)
- Earth is the Place (LeoR 2015)

#### Actis band
- Son para el Che (Splasc(h), 1997)
- Don Quijote (Splasc(h), 2001)
- Garibaldi  (Leo Record, 2002)
- On tour  (Splasc(h), 2004
- Allende (Leo Records, 2005)
- Cina ! (Leo Records, 2007)

#### Solo
- Urartu (LeoR, 1994)
- The Moonwalker (LeoR, 2000)

#### Atipico Trio
- Where the reeds dare (splasc(h), 1990)
- Gone with the winds (Splasch(h), 1996)
- Allegro con brio (LeoR, 2004)
- Eqqueqquà ! (LeoR, 2010)

Atipico 4
- Next planet on the way (Setola di Maiale, 2017)[1]

#### Actis Furioso
- Avanti popolo ! (Splasc(h),2005)
- World People (LeoR, 2008)

#### ActisDato/Rocco DUO
- Paso Doble (Splasc(h), 1997) con Enzo Rocco - guitar
- Paella & Norimaki (Splasc(h), 2000)
- Domestic Rehearsal (cdBaby, 2011)

#### Martinez/Actis Dato DUO
- Folklore Imaginario (LeoR, 2004) con Baldo Martinez - double bass
- Sounds from the earth (Universal, 2010)

### Come sideman
- Art Studio: The Complete C.M.C. Sessions (Splasc(h), 1978-85)
- Art Studio & Tiziana Ghiglioni:
- Andrea Centazzo Mitteleuropa Orchestra: Doctor Faustus con Enrico Rava, Carlos Zíngaro, Albert Mangelsdorff, Theo Jörgensmann, Gianluigi Trovesi, Franco Feruglio (1984)
- G.Gaslini Big Band: Mister O (Soul Note, 1996)
- Serial Killer: Live in porto (NoMusic, 2002)
- Italian Instabile Orchestra: Skies of Europe (ECM,1994); The Owner of the river bank, w. Cecyl Taylor (ENJA,2000); Creative Orchestra, w. Anthony Braxton (RAITrade,2007); Totally Gone (RAItrade, 2009)
- Enrico Fazio: Euphoria! (CMC,1989); Gracias! (CMC, 1996);Zapping (LeoR,2003)
- Pino Minafra: Sudori (Victo, 1995); Terronia (ENJA, 2004)
- Roy Paci: Corleone (Etna gigante, 2004)
- Giorgo Occhipinti Tentet: Global Music (Jazz'halo, 2000)
- Mezz Gacano: "Ozocovonobovo MMXX" (Lizard, Micio Poldo Edizioni Musicali, 2020)

### Altro
- E(x)stinzione Orchestra: Live (Splasc(h), 2012)
- Dune (Splasc(h), 1991) con Laura Culver, Alex Rolle, Massimo Barbiero
- Duo w. Kazutoki Umezu: Wake up with the birds (LeoR, 1998)
- Duo w. Masahiko Satoh: Liberissimo (Baj, 1999)
- TAO w Y.Tachibana & K. Ohta: Tomorrow Night Gig (LeoR. 2001)